# Víctor Guzmán Mendoza
Víctor Ibrahin Guzmán Mendoza (Lima, 25 de marzo de 2006), popularmente conocido como Manguerita, es un futbolista peruano. Juega como delantero y su equipo actual es el Sporting C. P. de la Primeira Liga de Portugal.

## Estadísticas

### Clubes
Datos actualizados hasta el 29 de junio de 2025.
| Club                    | Div.          | Temporada     | Liga  | Liga  | Liga   | Copas nacionales | Copas nacionales | Copas nacionales | Copas internacionales | Copas internacionales | Copas internacionales | Total | Total | Total  |
| Club                    | Div.          | Temporada     | Part. | Goles | Asist. | Part.            | Goles            | Asist.           | Part.                 | Goles                 | Asist.                | Part. | Goles | Asist. |
| ----------------------- | ------------- | ------------- | ----- | ----- | ------ | ---------------- | ---------------- | ---------------- | --------------------- | --------------------- | --------------------- | ----- | ----- | ------ |
| Alianza Lima · Perú     | 1.ª           | 2024          | 5     | 0     | 0      | 0                | 0                | 0                | 1                     | 0                     | 0                     | 6     | 0     | 0      |
| Alianza Lima · Perú     | 1.ª           | 2025          | 1     | 0     | 0      | 0                | 0                | 0                | 0                     | 0                     | 0                     | 1     | 0     | 0      |
| Alianza Lima · Perú     | Total Club    | Total Club    | 6     | 0     | 0      | 0                | 0                | 0                | 1                     | 0                     | 0                     | 7     | 0     | 0      |
| Alianza Lima II · Perú  | 3.ª           | 2025          | 10    | 9     | 0      | 0                | 0                | 0                | 0                     | 0                     | 0                     | 10    | 9     | 0      |
| Alianza Lima II · Perú  | Total club    | Total club    | 10    | 9     | 0      | 0                | 0                | 0                | 0                     | 0                     | 0                     | 10    | 9     | 0      |
| Sporting C. P. Portugal | 1.ª           | 2025          | 0     | 0     | 0      | 0                | 0                | 0                | 0                     | 0                     | 0                     | 0     | 0     | 0      |
| Sporting C. P. Portugal | Total club    | Total club    | 0     | 0     | 0      | 0                | 0                | 0                | 0                     | 0                     | 0                     | 0     | 0     | 0      |
| Total carrera           | Total carrera | Total carrera | 16    | 9     | 0      | 0                | 0                | 0                | 1                     | 0                     | 0                     | 17    | 9     | 0      |
| Fuente: Soccerway       |               |               |       |       |        |                  |                  |                  |                       |                       |                       |       |       |        |

## Selección nacional
Actualizado al último partido disputado: 29 de enero de 2025.
| Selección                | Categoría       | Temporada       | Amistosos | Amistosos | Amistosos | Sudamericano Sub-17 | Sudamericano Sub-17 | Sudamericano Sub-17 | Preolímpico Sudamericano | Preolímpico Sudamericano | Preolímpico Sudamericano | Sudamericano Sub-20 | Sudamericano Sub-20 | Sudamericano Sub-20 | Total | Total | Total  |
| Selección                | Categoría       | Temporada       | Part.     | Goles     | Asist.    | Part.               | Goles               | Asist.              | Part.                    | Goles                    | Asist.                   | Part.               | Goles               | Asist.              | Part. | Goles | Asist. |
| ------------------------ | --------------- | --------------- | --------- | --------- | --------- | ------------------- | ------------------- | ------------------- | ------------------------ | ------------------------ | ------------------------ | ------------------- | ------------------- | ------------------- | ----- | ----- | ------ |
| Seleccion Peruana · Perú | Sub-17          | 2023            | 2         | 0         | 0         | 4                   | 0                   | 0                   | 0                        | 0                        | 0                        | 0                   | 0                   | 0                   | 6     | 0     | 0      |
| Seleccion Peruana · Perú | Sub-23          | 2024            | 3         | 3         | 0         | 0                   | 0                   | 0                   | 4                        | 0                        | 0                        | 0                   | 0                   | 0                   | 7     | 3     | 0      |
| Seleccion Peruana · Perú | Sub-20          | 2025            | 12        | 3         | 1         | 0                   | 0                   | 0                   | 0                        | 0                        | 0                        | 4                   | 0                   | 0                   | 16    | 3     | 1      |
| Seleccion Peruana · Perú | Total selección | Total selección | 17        | 6         | 1         | 4                   | 0                   | 0                   | 4                        | 0                        | 0                        | 4                   | 0                   | 0                   | 29    | 6     | 1      |
| Total carrera            | Total carrera   | Total carrera   | 17        | 6         | 1         | 4                   | 0                   | 0                   | 4                        | 0                        | 0                        | 4                   | 0                   | 0                   | 29    | 6     | 1      |